# Џејмс Тејбор
Џејмс Тејбор (енгл. James Tabor; Тексас, 1946) амерички је библиста, филолог и историчар. Универзитетски је професор. Посебно се бави истраживањем односа раног хришћанства и древног јудаизма, укључујући свитке са Мртвог мора, Јована Крститеља, Исуса Христа, Јакова Праведног и Павла из Тарса.
Докторирао је на Универзитету у Чикагу 1981. године. Предавао је на Амбасадор колеџу (1968–1970), Универзитету Нотр Дам (1979–1985), на Факултету Вилијама и Мери (1985–1989). Од 1989. године запослен је на Универзитету Северне Каролине у Шарлоту, где је шеф Одељења за религијске студије.
Аутор је седам књига и преко 50 значајнијих научних чланака. Главни је уредник Пројекта изворне Библије, подухвата прављења новог историјско-језичког превода Библије са напоменама.

## Књиге
- .  978-1-4391-2331-7..
- .  978-1-4516-5040-2..
- .  978-0-7432-8723-4. &.  978-0-00-722058-8.
- .  978-0-687-49590-0.
- .  978-0-520-20899-5.
- . 1992.  978-0-06-062095-0.
- . 1986.  978-0-8191-5643-3. &.  978-0-8191-5644-0.